# あしたのジョー
『あしたのジョー』 は、原作：高森朝雄（梶原一騎）、作画：ちばてつやによる日本の漫画。ボクシングをテーマにしたスポーツ漫画である。『週刊少年マガジン』（講談社）において、1968年1月1日号（発売日は1967年12月15日）から1973年5月13日号まで連載された。2010年12月時点で単行本累計発行部数は2500万部を突破している。

## 概要
『週刊少年マガジン』連載中から社会的反響は大きく、ジョーのライバルである力石徹が作中で死んだ時には、架空の人物であるにもかかわらず、寺山修司の提案で天井桟敷のメンバーにより東由多加演出による葬儀が行われた（1970年3月24日、講談社講堂にて）。また1970年3月31日に発生した『よど号ハイジャック事件』では、犯人らが「われわれは明日のジョーである」〔ママ〕と声明を残している。さらに、辰吉丈一郎をはじめ現実のボクシング界にも大きな影響を与えた。
これら社会的反響の大きさから、「戦後最大のヒットマンガ」の一つに数えられ、劇画路線にシフトした昭和40年代の『週刊少年マガジン』を、『巨人の星』とともに支えた。
『週刊少年マガジン』の創刊50周年・『あしたのジョー』の連載40周年を迎えた2008年にはカレンダーやタオル・時計（G-SHOCK）などの記念モデルがリリースされ、2010年代以降は展示施設での企画展が複数開催されるなど、発表から40年以上を経ても一定の関心を集め続けている。
タイトルは原作者の梶原一騎が井上靖の「あした来る人」を読んでいて、そこから閃いたものである。

## あらすじ
プロローグ
東京・山谷のドヤ街に、ふらりと一人の少年が現われた。矢吹丈（ジョー）と名乗るその少年に一方的に叩きのめされたアル中の元ボクサー・丹下段平は、ジョーと地元暴力団・鬼姫会の連中との乱闘から天性のボクシングセンスを見いだし、一流のボクサーに仕立て上げようと口説き始める。
しかしジョーは、自分に向けられる段平の情熱を利用し、小遣いをもらってはドヤ街の子供たちを引き連れて乱行を繰り広げた揚げ句、犯罪にも手を染め、警察に逮捕されて少年鑑別所へと送られてしまった。
序盤
そんなジョー宛てに段平から「あしたのために」の書き出しで始まるハガキが届いた。その内容は、左ジャブの打ち方から始まるボクシング技術の講義であった。時間と体力を持て余していたジョーは、そのアドバイスに従ってボクシングの練習に身を入れるようになり、やがて自分のパンチの切れが、今までと比べものにならないほど向上していくのを実感する。
鑑別所から西寛一と共に野菊島の東光特等少年院へ移されたジョーは、豚小屋掃除の際に、西の提案で豚たちを暴れさせ脱走を試みた。しかし、ライバル・力石徹にその邪魔をされてコテンパンに叩きのめされた。その後、小馬鹿にしていた青山とのボクシング対戦で防御法を身に着けたものの、宿命の対決が再戦されないまま力石は先に少年院を出てしまう。
中盤
遅れて少年院を出たジョーはなんとかプロボクサーライセンスを取り、トレーナーとなった丹下段平と共に強引な手腕でウルフ金串との対戦を実現させる。
さらに、フェザー級からバンタム級へ転向した力石との対戦をも実現する。減量による力石の変わりようは見られたものではなかったが、激闘の末にジョーは敗れた。しかし、勝った力石は減量の無理がたたって試合終了後に倒れ、そのまま死亡してしまう。
力石を死なせたショックから、対戦相手の顔面を打てずに満足な試合を行えなくなったジョーは、それでもボクシングを捨て去ることなく、ドサ回りのボクサーに身を落とし罵声を浴びながらも試合を続けるのだった。
終盤
ボクシングに対する苦悩の末、強敵カーロスとのスパーリングで顔面を打てないという後遺症を乗り越えて復帰を果たし、本格的にボクシングの道へと足を踏み入れることとなったジョーは、金竜飛やハリマオとの対戦を経て遂に、世界チャンピオンの座を賭け最強のボクサー・ホセ・メンドーサとの闘いに挑んだ。
しかし、パンチドランカーに冒されていたジョーは、善戦むなしくホセに判定負けを喫して敗れ去ってしまう。試合後、ジョーはグローブを葉子に手渡した。灰のように真っ白に燃え尽きたジョーだったが、その顔には満足げな微笑みがあった。

## 執筆の背景と経緯

### ちば×梶原の共作
連載開始までのきっかけは、ちばてつやが『ハリスの旋風』を描くための過程で取材したボクシングに感銘を受け、後継作品として構想していたことが原点になっている。ちょうど同時期に、ボクシング作品の提供先を模索中だった原作者の梶原一騎と、週刊少年マガジンの編集部が両者を引き合わせて、共作合意したのが始まりである。
ちばは当初、梶原と共作する考えまで至っておらず、「これから描くボクシング漫画の参考になればいい」と、編集部との付き合い程度の気持ちで梶原と面会したら、既に決定事項の雰囲気になっていたことを明かしている。
本作において、梶原一騎は「高森朝雄」名義で原作を手がけている。これは梶原一騎の名前を用いると『巨人の星』のような熱血スポ根もの作品であるという先入観を持たれかねない、と危惧したためであることと、当時連載中であった『巨人の星』と同一誌に掲載するにあたり、同一原作者による作品を併載している事実を隠すためであったという。このため、高森朝雄＝梶原一騎という事実は、連載開始後もしばらく公表されなかった。高森朝雄というペンネームは、梶原の本名・高森朝樹に由来しており、本作品以前にも使用されたことがある。

### 原作改変のトラブル
当時の梶原は、原作の改変を激しく嫌うことで有名だった。しかし、ちばてつやは本作の作画を引き受けるにあたり、「時と場合に応じて、こちらの方で原作に手を加えさせてくれ」と注文をつけた。担当編集者が恐る恐る梶原にその旨を伝えたところ、「手塚治虫とちばてつやは別格だ、いいでしょう」と快諾した。
だが連載1回目、ちばはいきなり「話の導入部がわかりづらい」と梶原の用意した原稿を丸々ボツにし、自ら新たに第1話のストーリーを作り上げた。「好きに手を加えてくれ」と言った梶原もさすがにこれには「こんな馬鹿くせえことやってられるか!」と憤慨し、連載を止めるとまで言い出した。
ちばは「新鮮な素晴らしい材料を揃えてもらうのが原作、その原作を料理して美味しく食べやすく味付けをするのが僕の仕事」というスタンスを持っており、ちばはそうした作法を梶原と話し合うことで梶原はこれを納得することとなった。

### 力石の死
力石徹の減量と死のエピソードは、ちばと梶原の設定確認の行き違いによって生まれたものである。ジョーと力石の初対面シーン、渡された原稿の一文を自分なりに解釈したちばは、力石の身長をジョーより頭一つ分高く描いてしまった。発行された誌面を見てそれを知った梶原は、この身長差では二人が同じ階級で戦えないということに気付き、後に話の辻褄を合わせるため「これで死ななきゃ嘘だ」とまで思わせるほどに人間の限界を超える過度の減量を力石に強いねばならなかった。
力石をどうするかで、梶原は力石を殺したいが、ちばは生かしておきたいということになり、口論になった。ここで梶原が「力石は、絶対殺す!」と発言。口論の場となった新宿のバーのバーテンダーが梶原の発言を聞いて本物の殺人予告だと思い込み、警察に通報した。最終的には編集次長の宮原照夫がちばを説得、力石は試合後に死ぬという方向に決まった。もっとも、ちばは斎藤貴男の後年のインタビューに対しては「力石には、もう死相が出ていた」と話し、ここで殺さなければ「その後の力石に何をやらせても、それは堕落にしかなりはしないとも考えた」という。
『週刊少年マガジン』の1970年第9号（2月22日号）にて力石が試合後に死亡したのを受け、1970年3月24日には寺山修司の呼びかけで、天井桟敷により文京区の講談社講堂にて力石の葬儀が行われた（構成・演出東由多加）。現在は実在しない漫画キャラクターの葬儀として語られることが多いが、葬儀自体はアニメ版（1970年4月1日に放送開始）の主題歌を歌っていた尾藤イサオがライブ形式で歌いだすなど、力石戦で人気が最高潮に達していたことをきっかけとした、ファンイベント的な要素が強かったようである。当時のこの作品に対する注目度がいかに高かったかを示すエピソードになっている。また、2002年5月9日には雑誌『ジョー&飛雄馬』の創刊イベントとして、講談社講堂で力石の33回忌献花式が行われた。
『トリビアの泉』で「力石徹は作者のつじつま合わせで死んだ」というトリビアが紹介され、ちばがVTRで『彼（力石）には申し訳なく思っている』とコメントしている。

### ラストシーン
ちばの後年の回想によると、梶原から伝えられたラストの内容は「ホセ・メンドーサに判定で敗れたジョーに、段平が『お前は試合では負けたが、ケンカには勝ったんだ』と労いの言葉をかける。ラストシーン、白木邸で静かに余生を送るジョーと、それを見守る葉子の姿」というものだった。これに対してちばは「ここまでやってきて、『ケンカに勝った』はないじゃないか」と考えて、電話で「ラスト、変えますよ」と梶原に伝え、梶原も「ああ、任せるよ」とこれを承諾した。その結果出来上がったのが「真っ白に燃え尽きた」ラストシーンであった。
幻のラストシーンともいえる「白木邸で静かに余生を送るジョーと、それを見守る葉子の姿」は民放バラエティ番組と、2019年8月5日放送の『ごごナマ』（NHK総合テレビ）においてちばの直筆色紙で紹介されている。梶原が書いた原稿をちばに渡す前に見ていたという真樹日佐夫も最終回について、ちばとほぼ同様のことを述べているが、ラストシーンがパンチドランカーとなったカーロス・リベラと共に療養所のような所で笑顔で戯れている姿で終わっていたと書いている。
上述の経緯でちば自身がラストシーンを作ることが決まり、アシスタントとともに締めくくりをどうすべきか考え、20通りのアイデアが出るもどれもちばの納得のできる内容ではなく、締め切り時間が刻々と迫る中、悩んでいたところ、本編を最初から読み返していた当時の担当編集者が、ジョーが紀子に「ほんの瞬間にせよ、まぶしいほどまっ赤に燃えあがるんだ。そしてあとにはまっ白な灰だけが残る。燃えかすなんか残りやしない。まっ白な灰だけだ」と語るシーンを発見し、「これこそあしたのジョーのテーマではないか！」とちばに差し出した。ちばはこの意見に同意し、これを基にラストシーンを描き上げた。その後、5日間は何もできず、「ご飯もおかゆしか食べられなくて、家族も心配していた」と週刊誌の取材に述べている。
連載最終回付近では、「ジョーが死亡するかもしれない」といった特集記事も組まれ、完結間際のジョーの世界タイトルマッチに入ってからも、その社会的人気は衰えることはなく、最終回は増ページで掲載、表紙は原作者梶原と作画のちばの双方がリングに立ち、本作の登場人物が観客として二人を労い、表紙全体を「どうどう完結」としてジャックするという破格の扱いであった。
連載終了後しばらく、ちばはジョーの絵が全く描けなくなったという。また後年「今でもたまにジョーや力石のイラストを描くが、あの頃の迫力には全く及ばない」とも語っている。現在でも特に、ラストシーンについて、「ラストシーンの再現は無理。あの時のテンションには戻れない」とテレビ番組『行列のできる法律相談所』の「100人の絵で作るカンボジア学校健設プロジェクト」でジョーの絵を依頼された際に述べている。

#### 矢吹丈の生死
ジョーが燃え尽きた実態に関して、ちばてつや自身の発言には変遷が見られる。執筆当時のちばは、生死について全く考えていなかった。後のインタビューで「子供向けには「今日のリングに負けても、また明日も勝利を目指して戦い続けるジョー」」「大人向けには「文字通り真っ白な灰になるまで、燃え尽きるまで戦った男・ジョー」」という双方の生き方を読者それぞれが感じたまま受け止めてくれればいい、と語った。しかしながら続けて「自分の中ではこの終わりは（ジョーが死んだか否か）確実に決まっている」と発言した。さらに後年では、『タイトルに「あした」と付くくらいだからジョーは死んではおらず、明日も太陽に向かって白木葉子と共に歩き出していると思う』というジョー死亡説を否定するような発言もした。
2011年に熊本県湯前町の湯前まんが美術館での「あしたのジョー」原画展に合わせて、町農村環境改善センターで行われたトークショーにおいて、「丈は死んでいない」との発言をした。医学的な観点から論じると、疲労で死亡した場合、微笑むなどの顔の筋肉の運動や椅子に座った姿勢を保つようなことは不可能であるため、疲れて休んでいるだけに過ぎないと一部の専門家が指摘していたが、ちばはそういった医学考証の裏付けで作画した訳ではない。
2014年に、CS番組『漫道コバヤシ』に客演したコメントによると「矢吹ジョーの生死に関しては原作者・梶原一騎の考えもあり既に故人であるため、もう確実なことは言えない。自分が描いたのは、ジョーの燃え尽きた姿がそこにあるという最後が全てであって、生死についてはどうでもよかった」と説明している。また、ジョーは生きているかもしれないという過去の発言は「心情的にジョーが生きていてくれた方がホッとするから、そう言ったのかもしれない」と弁明している。そして、いずれにせよ原作者が亡くなっている以上、もはや想像の域を出ないことを示唆した。
2018年3月の東京中日新聞のインタビューで、「死んでいませんよ。持っている力をすべて出し切り、真っ赤に燃えて白い灰になるというイメージ。ただただ燃え尽きた」と答えている。
2023年1月に連載から55周年を迎えたスポーツ報知の取材で、ジョー生死の問いに「『真っ黒な炭が燃えると真っ赤になって、燃え尽きると真っ白な灰になる』と、力を出し切ったというさわやかさ、すがすがしさを感じ、その姿を描いた」、また「自分も燃え尽きたところがあり、当時の自分の気持ちをそのまま描いた」と話した。
外部からの見解として梶原の実弟である真樹日佐夫は、「死んだとは描いてない、白い灰はあくまで比喩」と語っている。漫画評論家の夏目房之介も、「ジョーの身体が次のページ方向を向いており、リングの線も同じように途切れずに向かっていることから明日があることを意味している」と解説した。

### 両作者による後の評価
梶原は後年「あしたのジョーはちばてつやの作品であり、社会現象も彼のおかげだ」とさいとう・たかをに語っているが、ちばは「ジョーはね、私の物でなければ原作者の物でもありません。もうジョーは読んで下さった読者のみなさまの物ですから」と西原理恵子の著書『西原理恵子の人生画力対決』にて語っており、近年流行っている漫画のリメイクなども「オファーはあるが自分の一存では決められない」という。

### 表現に関して
制作年代の制約から21世紀においては出版物での使用が困難な用語が多く、ジョーが力石の死によって、一時的に相手のテンプル（頭の側面）を打てなくなった際、段平が「やつ（矢吹丈）はかたわだ」と言ったセリフは現在自粛され、「ボクサーとして欠陥品だ」に差し替えられた。アニメ『あしたのジョー2』の東京MXテレビでの再放送では当該カットが削除されていた。

## 書誌情報

### 単行本
- 高森朝雄（原作） / ちばてつや（作画） 『あしたのジョー』 講談社〈講談社コミックス〉、全20巻
  1. 1970年3月7日発売[講 1]、ISBN 4-06-109080-1
  2. 1970年3月7日発売[講 2]、ISBN 4-06-109081-X
  3. 1970年5月4日発売[講 3]、ISBN 4-06-109086-0
  4. 1970年5月4日発売[講 4]、ISBN 4-06-109087-9
  5. 1970年7月6日発売[講 5]、ISBN 4-06-109091-7
  6. 1970年10月7日発売[講 6]、ISBN 4-06-109099-2
  7. 1971年1月18日発売[20]、ISBN 4-06-109110-7
  8. 1971年3月8日発売[講 7]、ISBN 4-06-109116-6
  9. 1971年5月6日発売[講 8]、ISBN 4-06-109122-0
  10. 1971年7月6日発売[講 9]、ISBN 4-06-109125-5
  11. 1971年10月7日発売[講 10]、ISBN 4-06-109130-1
  12. 1971年12月8日発売[講 11]、ISBN 4-06-109135-2
  13. 1972年2月4日発売[講 12]、ISBN 4-06-109142-5
  14. 1972年6月6日発売[講 13]、ISBN 4-06-109150-6
  15. 1972年8月8日発売[講 14]、ISBN 4-06-109154-9
  16. 1972年10月9日発売[講 15]、ISBN 4-06-109164-6
  17. 1972年12月8日発売[講 16]、ISBN 4-06-109172-7
  18. 1973年2月8日発売[講 17]、ISBN 4-06-109184-0
  19. 1973年5月7日発売[講 18]、ISBN 4-06-109191-3
  20. 1973年6月15日発売[講 19]、ISBN 4-06-109196-4

### 完全復刻版
- 高森朝雄（原作） / ちばてつや（作画） 『完全復刻版あしたのジョー』 講談社〈KCデラックス〉、全16巻
  1. 1993年2月19日発売[講 20]、ISBN 4-06-319355-1
  2. 1993年2月19日発売[講 21]、ISBN 4-06-319356-X
  3. 1993年3月18日発売[講 22]、ISBN 4-06-319357-8
  4. 1993年3月18日発売[講 23]、ISBN 4-06-319358-6
  5. 1993年4月20日発売[講 24]、ISBN 4-06-319359-4
  6. 1993年4月20日発売[講 25]、ISBN 4-06-319360-8
  7. 1993年5月18日発売[講 26]、ISBN 4-06-319361-6
  8. 1993年5月18日発売[講 27]、ISBN 4-06-319362-4
  9. 1993年6月18日発売[講 28]、ISBN 4-06-319363-2
  10. 1993年6月18日発売[講 29]、ISBN 4-06-319364-0
  11. 1993年7月20日発売[講 30]、ISBN 4-06-319365-9
  12. 1993年7月20日発売[講 31]、ISBN 4-06-319366-7
  13. 1993年8月19日発売[講 32]、ISBN 4-06-319367-5
  14. 1993年8月19日発売[講 33]、ISBN 4-06-319368-3
  15. 1993年9月17日発売[講 34]、ISBN 4-06-319369-1
  16. 1993年9月17日発売[講 35]、ISBN 4-06-319370-5

### 文庫版
- 高森朝雄（原作） / ちばてつや（作画） 『あしたのジョー』 講談社〈講談社漫画文庫〉、全12巻
  1. 2000年6月1日発売[講 36]、ISBN 4-06-260764-6
  2. 2000年6月1日発売[講 37]、ISBN 4-06-260765-4
  3. 2000年7月4日発売[講 38]、ISBN 4-06-260766-2
  4. 2000年7月4日発売[講 39]、ISBN 4-06-260767-0
  5. 2000年7月31日発売[講 40]、ISBN 4-06-260768-9
  6. 2000年7月31日発売[講 41]、ISBN 4-06-260769-7
  7. 2000年9月4日発売[講 42]、ISBN 4-06-260770-0
  8. 2000年9月4日発売[講 43]、ISBN 4-06-260771-9
  9. 2000年10月3日発売[講 44]、ISBN 4-06-260772-7
  10. 2000年10月3日発売[講 45]、ISBN 4-06-260773-5
  11. 2000年11月1日発売[講 46]、ISBN 4-06-260774-3
  12. 2000年11月1日発売[講 47]、ISBN 4-06-260775-1

### HGT版
- 高森朝雄（原作） / ちばてつや（作画） 『HGT版 あしたのジョー』 講談社〈KCデラックス〉、全8巻
  1. 2003年5月22日発売[講 48]、ISBN 4-06-334701-X
  2. 2003年6月21日発売[講 49]、ISBN 4-06-334702-8
  3. 2003年7月18日発売[講 50]、ISBN 4-06-334703-6
  4. 2003年8月21日発売[講 51]、ISBN 4-06-334704-4
  5. 2003年9月19日発売[講 52]、ISBN 4-06-334705-2
  6. 2003年10月22日発売[講 53]、ISBN 4-06-334706-0
  7. 2003年11月20日発売[講 54]、ISBN 4-06-334707-9
  8. 2003年12月20日発売[講 55]、ISBN 4-06-334708-7

## テレビアニメ
約10年の間隔を置いて2つのテレビアニメ版が制作された（元請制作会社や放映ネット局は異なる）。最初の作品は原作の途中まで、2本目が途中から結末までを映像化した（途中重複する内容がある）。メインスタッフは両作ともほぼ同じメンバーで制作されている。

### あしたのジョー

大泉アニメゲートに設置されている「ねりまアニメ年表」の一コマ。

1970年4月1日 - 1971年9月29日、毎週水曜19時 - 19時30分、フジテレビ系放映（全79話）。

#### 概要
原作で力石が死亡してから間もない1970年4月より放映が開始された。放映中にちばてつやが病気で連載を休載したこと、また遅筆であったこともあり、ストーリーが原作に追いついてしまった。そのため、矢吹丈VSカーロス・リベラ戦で終了している。原作の魅力に加え、初めて監督格となった出﨑統の先鋭的な演出によりその名を高めた。続編『2』ほどではないにせよ、本作にも原作にないオリジナルキャラクターやオリジナルストーリーが随所に挿入されている。原作最後の対戦者である「ホセ・メンドーサ」は第77話で名前が登場する。

#### 制作
虫プロダクションに所属していた出崎統と丸山正雄が原作を気に入り、原作の絵を拡大コピーして個人的にパイロットフィルムを制作したことに端を発し、これがフジテレビプロデューサーである別所孝治の目にとまり、正式な企画として立ち上げられることとなった。虫プロダクションでの制作であったが、社長の手塚治虫は本作品をライバル視していたため、アニメ版の制作にも関知しなかった。しかし、当時手塚治虫とちばてつやが打ち合わせしたとの指摘がある。
北野秀明が中心となったパイロットフィルム第2弾や制作当初は作画が丸く手塚の絵に似てしまっていたため、作画スタッフは杉野昭夫を中心に虫プロ本体から外れたメンバーで構成された。その多くは後に出崎・丸山らとともにマッドハウスの設立メンバーとなった。
予告編は、本編と別のスタッフにより独自に制作されていたため、本編の内容と異なる部分が多い。例として、第22話のサブタイトルは、予告編では「さらば少年院」であったが、本編では「まぼろしの力石徹」となっていた。また、第51話放送後の次回予告「さらば力石徹」は、本来第52話にあたるところを、第42話と誤植されていた。死に番号を付けられたこの52話は、偶然にも力石の死に関するエピソードの回である。なおこの『ジョー』予告編は、2018年3月に原作の連載開始50周年を記念してトムス・エンタテインメントによりYouTubeでネット配信されている。
キャスティングは主役に当たる矢吹丈と丹下段平の声を（元来アニメ声優ではない）あおい輝彦と藤岡重慶が担当し、続編や劇場版において他の人物の声の配役が大幅に変更される中でも、この両名だけは常に不動とされた。あおいはオファーを最初は断ったが、ボクシングや原作のファンだったこととプロデューサーの熱意を受けて受諾し、出演後は丈になりきって「アテレコをやったつもりはない。ジョーの声を作ってもいません。」と2020年のインタビューで述べている。あおいは作画が間に合わない収録の際に「自分の気持ち」で演じて尺が合わなかったときに、ディレクターが「今の芝居がとても良かったので、今の声に絵を合わせます」と言われたこともあったと回想している。

#### スタッフ（第1作）
- 監督（チーフ・ディレクター ） - 出﨑統
- プロデューサー - 富岡厚司、池内辰夫、渡辺忠美、別所孝治（フジテレビ担当）
- 制作担当 - オオダ靖夫
- 設定 - 丸山正雄
- 美術監督 - 明石貞一
- 美術 - 渡辺毅
- タイトル/特殊効果 - 橋爪朋二
- 仕上 - 増田惠子
- 撮影監督 - 熊谷幌史
- 編集 - 松浦典良
- 現像 - 東洋現像所→東京現像所、育映社
- 音楽 - 八木正生（A・R・A ）
- 音響監督 - 左近允洋
- 録音（担当） - 浦上靖夫（スタジオ・番町スタジオ）
- 調整 - 田中英行
- 効果 - 石田サウンドプロ（石田秀憲）、イシダサウンドプロダクション（太田正一）
- 製作 - 虫プロダクション[注釈 2]、フジテレビジョン

#### 出演（第1作）
- 矢吹 丈 - あおい輝彦
- 丹下 段平 - 藤岡重慶
  - 予告編のナレーターも担当。原則として締めくくりに「さぁ、あしたのジョーの明日はどっちだ⁉」と叫んでいた。
- 力石徹 - 仲村秀生

#### 主題歌（第1作）
オープニングテーマ「あしたのジョー」
作詞 - 寺山修司 / 作曲・編曲 - 八木正生 / 歌 - 尾藤イサオ
エンディングテーマ
「ジョーの子守唄」（第1話 - 第40話）
作詞 - 梶原一騎 / 作曲・編曲 - 八木正生 / 歌 - 小池朝雄
「力石徹のテーマ」（第41話 - 第79話）
作詞 - 寺山修司 / 作曲・編曲 - 八木正生 / 歌 - ヒデ夕木
オープニングテーマのスキャット「ルルル…」は尾藤イサオのアドリブから生まれたものである。長年、レコーディング中に歌詞を忘れてしまったため、それをごまかすためにとっさに口ずさんだところ、それを聞いた寺山修司が気に入り、採用されたといわれていたが、2013年に出版されたムック本「あしたのジョー大解剖」のインタビューでは尾藤自身がその説を否定、リハーサルの最中、歌詞を読みながら歌っていたところ、プロデューサーと作曲者の八木正生の会話に気を取られ歌詞を見落としたため、とっさにアドリブをいれたところ八木がそれを気に入り、採用となったと証言している。元の歌詞がどうなっていたのかは、この時書き換えられたため不明。
「力石徹のテーマ」は挿入歌としても使用されたが、放送当時は発売されず、後年に発売されたサウンドトラックLPで初商品化となった。3番の歌詞中に現在では差別用語になる言葉が含まれているため、2005年にヒデ夕樹のベスト・アルバムに収録される際はライナーノーツに注意書きが付された。

#### 各話リスト（第1作）
| 話数   | 放送日        | サブタイトル               | 脚本       | 作画監督 | (絵コンテ) 演出   | 視聴率 |
| ------ | ------------- | -------------------------- | ---------- | -------- | ----------------- | ------ |
| 第1話  | 1970年 4月1日 | あれが野獣の眼だ!          | 雪室俊一   | 杉野昭夫 | 出崎統            | 14.0%  |
| 第2話  | 4月8日        | 四角いジャングルに生きろ   | 山崎忠昭   | 金山明博 | 西牧秀雄          | 16.0%  |
| 第3話  | 4月15日       | けものよ牙をむけ!          | 山崎忠昭   | 杉野昭夫 | 奥田誠治          | 17.3%  |
| 第4話  | 4月22日       | 熱きこぶしに涙をながせ!    | 雪室俊一   | 荒木伸吾 | 斎藤博            | 14.3%  |
| 第5話  | 4月29日       | あしたのために! －その1－  | 雪室俊一   | 金山明博 | 波多正美          | 17.7%  |
| 第6話  | 5月6日        | 燃えろ! 左ジャブ!          | 山崎忠昭   | 荒木伸吾 | 斎藤博            | 16.3%  |
| 第7話  | 5月13日       | 狼を裁くな!                | 雪室俊一   | 杉野昭夫 | 西牧秀雄          | 15.2%  |
| 第8話  | 5月20日       | 東光特等少年院             | 山崎忠昭   | 金山明博 | 石黒昇            | 18.7%  |
| 第9話  | 5月27日       | 奴の名は力石徹!            | 雪室俊一   | 荒木伸吾 | 斎藤博            | 14.2%  |
| 第10話 | 6月3日        | 赤い夕陽に吠えろ!          | 山崎忠昭   | 金山明博 | 石黒昇            | 19.4%  |
| 第11話 | 6月10日       | 地獄の底で燃えろ!          | 雪室俊一   | 杉野昭夫 | 西牧秀雄          | 17.7%  |
| 第12話 | 6月17日       | 燃える太陽に叫べ           | 雪室俊一   | 金山明博 | 西牧秀雄          | 18.2%  |
| 第13話 | 6月24日       | 宿命のリングに立て         | 雪室俊一   | 荒木伸吾 | 斎藤博            | 18.3%  |
| 第14話 | 7月1日        | KOゴングはまだか!          | 山崎忠昭   | 杉野昭夫 | 波多正美          | 19.4%  |
| 第15話 | 7月8日        | 白いマットの子守唄         | 雪室俊一   | 金山明博 | 吉川惣司          | 18.0%  |
| 第16話 | 7月15日       | 裏切りの落日               | 雪室俊一   | 荒木伸吾 | 斎藤博            | 16.3%  |
| 第17話 | 7月22日       | 嵐のなかに一人             | 山崎忠昭   | 杉野昭夫 | 西牧秀雄          | 17.0%  |
| 第18話 | 7月29日       | 悲しきリングロープ         | 山崎忠昭   | 荒木伸吾 | 平田敏夫          | 17.4%  |
| 第19話 | 8月5日        | 恐怖のレバーブロー         | 雪室俊一   | 金山明博 | 石黒昇            | 16.8%  |
| 第20話 | 8月12日       | 傷だらけの勝利             | 雪室俊一   | 金山明博 | 西牧秀雄          | 19.5%  |
| 第21話 | 8月19日       | 栄光ある小さな勝負         | 雪室俊一   | 荒木伸吾 | 平田敏夫          | 18.1%  |
| 第22話 | 8月26日       | まぼろしの力石徹           | 雪室俊一   | 杉野昭夫 | 崎枕              | 20.0%  |
| 第23話 | 9月2日        | あばよ少年院               | 山崎忠昭   | 荒木伸吾 | 富野喜幸          | 20.8%  |
| 第24話 | 9月9日        | 帰えってきたドヤ街         | 雪室俊一   | 金山明博 | 石黒昇            | 22.6%  |
| 第25話 | 9月16日       | 野良犬の掟                 | 雪室俊一   | 金山明博 | 富野喜幸          | 23.4%  |
| 第26話 | 9月23日       | 絶望のライセンス           | 雪室俊一   | 荒木伸吾 | 平田敏夫          | 28.7%  |
| 第27話 | 9月30日       | 明日に架ける橋             | 山崎忠昭   | 金山明博 | 吉川惣司          | 21.1%  |
| 第28話 | 10月7日       | 栄光への賭け               | 雪室俊一   | 金山明博 | 石山英児          | 20.6%  |
| 第29話 | 10月14日      | 明日への挑戦               | 山崎忠昭   | 杉野昭夫 | 富野喜幸          | 29.2%  |
| 第30話 | 10月21日      | 試練のプロテスト           | 雪室俊一   | 荒木伸吾 | 斎藤博            | 20.5%  |
| 第31話 | 10月28日      | 翔たけプロボクサー         | 雪室俊一   | 金山明博 | 波多正美          | 22.5%  |
| 第32話 | 11月4日       | 輝くリングへの道           | 山崎忠昭   | 金山明博 | 西牧秀雄          | 18.0%  |
| 第33話 | 11月11日      | 初勝利バンザイ             | 山崎忠昭   | 杉野昭夫 | 富野喜幸          | 21.2%  |
| 第34話 | 11月18日      | ボクサー志願               | 雪室俊一   | 荒木伸吾 | 石黒昇            | 22.7%  |
| 第35話 | 11月25日      | ガンバレ! 西               | 山崎忠昭   | 金山明博 | 富野喜幸          | 15.9%  |
| 第36話 | 12月2日       | 牙をむくウルフ金串         | （不明）   | 杉野昭夫 | 崎枕              | 17.7%  |
| 第37話 | 12月9日       | 怒りの大特訓               | （不明）   | 杉野昭夫 | 崎枕              | 20.0%  |
| 第38話 | 12月16日      | 史上最大の六回戦           | （不明）   | 杉野昭夫 | 崎枕              | 20.5%  |
| 第39話 | 12月23日      | 勝利のトリプルクロス       | （不明）   | 杉野昭夫 | 吉川惣司          | 22.7%  |
| 第40話 | 12月30日      | 白銀に誓う                 | 山崎忠昭   | 荒木伸吾 | 平田敏夫          | 19.8%  |
| 第41話 | 1971年 1月6日 | 力石徹の挑戦               | 伊東恒久   | 金山明博 | 富野喜幸          | 22.9%  |
| 第42話 | 1月13日       | 男の世界                   | 宮田雪     | 杉野昭夫 | 崎枕              | 20.2%  |
| 第43話 | 1月20日       | 残酷な減量                 | 伊東恒久   | 金山明博 | 崎枕              | 19.3%  |
| 第44話 | 1月27日       | 苦闘! 力石徹               | 小林幸     | 金山明博 | 吉川惣司          | 23.2%  |
| 第45話 | 2月3日        | 打倒! 力石へのスェイバック | 松岡清治   | 金山明博 | 北島教夫          | 20.3%  |
| 第46話 | 2月10日       | 死を賭けた男               | 宮田雪     | 金山明博 | 崎枕              | 18.5%  |
| 第47話 | 2月17日       | 嵐の前のふたり             | 田村多津夫 | 荒木伸吾 | 富野喜幸          | 19.2%  |
| 第48話 | 2月24日       | 宿命の対決                 | 伊東恒久   | 杉野昭夫 | 富野喜幸          | 22.0%  |
| 第49話 | 3月3日        | 果しなき死闘               | 小林幸     | 杉野昭夫 | (石黒昇) 棚橋一徳 | 22.9%  |
| 第50話 | 3月10日       | 闘いの終り                 | 小林幸     | 荒木伸吾 | 吉川惣司          | 19.9%  |
| 第51話 | 3月17日       | 燃えつきた命               | 宮田雪     | 杉野昭夫 | 崎枕              | 26.4%  |
| 第52話 | 3月24日       | さらば力石徹               | 田村多津夫 | 杉野昭夫 | 石黒昇            | 19.8%  |
| 第53話 | 3月31日       | 憎いあんちくしょう         | 小林幸     | 杉野昭夫 | 崎枕              | 16.0%  |
| 第54話 | 4月7日        | 悲しみの十点鐘             | 伊東恒久   | 杉野昭夫 | 富野喜幸          | 16.1%  |
| 第55話 | 4月14日       | さすらいのバラード         | 宮田雪     | 杉野昭夫 | (石黒昇) 棚橋一徳 | 15.6%  |
| 第56話 | 4月21日       | よみがえる狼               | 松岡清治   | 荒木伸吾 | 富野喜幸          | 15.9%  |
| 第57話 | 4月28日       | 傷ついた野獣               | 山崎晴哉   | 金山明博 | 吉川惣司          | 16.0%  |
| 第58話 | 5月5日        | 勝利のボディブロー         | 山崎晴哉   | 杉野昭夫 | 崎枕              | 11.8%  |
| 第59話 | 5月12日       | しのびよる黒い影           | 田村多津夫 | 金山明博 | 本田元男          | 10.6%  |
| 第60話 | 5月19日       | 激闘のスパーリング         | 小林幸     | 金山明博 | 石黒昇            | 13.6%  |
| 第61話 | 5月26日       | 投げられたタオル           | 伊東恒久   | 杉野昭夫 | 北野英明          | 12.7%  |
| 第62話 | 6月2日        | 生きていた力石徹           | 宮田雪     | 荒木伸吾 | 瀬山義文          | 12.5%  |
| 第63話 | 6月9日        | 最後の挑戦                 | 田村多津夫 | 杉野昭夫 | 富野喜幸          | 11.8%  |
| 第64話 | 6月16日       | カーロス登場               | 松岡清治   | 杉野昭夫 | 本田元男          | 16.3%  |
| 第65話 | 6月23日       | リングある限り             | 宮田雪     | 杉野昭夫 | 崎枕              | 13.1%  |
| 第66話 | 6月30日       | 明日への旅立ち             | 田村多津夫 | 荒木伸吾 | 吉川惣司          | 13.5%  |
| 第67話 | 7月7日        | 小さな冒険旅行             | 松岡清治   | 杉野昭夫 | 斎藤博            | 13.1%  |
| 第68話 | 7月14日       | 仕組まれた八百長           | 山崎晴哉   | 杉野昭夫 | 富野喜幸          | 11.9%  |
| 第69話 | 7月21日       | 牧場の子守唄               | 山崎晴哉   | 杉野昭夫 | 崎枕              | 12.4%  |
| 第70話 | 7月28日       | 気になるあいつ             | 小林幸     | 杉野昭夫 | 崎枕              | 11.8%  |
| 第71話 | 8月4日        | 無冠の帝王カーロス         | 小林幸     | 荒木伸吾 | 富野喜幸          | 11.8%  |
| 第72話 | 8月11日       | 帰えれ、輝くリングへ       | 小林幸     | 杉野昭夫 | 富野喜幸          | 12.2%  |
| 第73話 | 8月18日       | よみがえるクロスカウンター | 山崎晴哉   | 金山明博 | 本田元男          | 13.4%  |
| 第74話 | 8月25日       | 今日からの出発             | 松岡清治   | 杉野昭夫 | 波多正美          | 16.7%  |
| 第75話 | 9月1日        | リングの魔術師カーロス     | 伊東恒久   | 杉野昭夫 | 林政行            | 16.5%  |
| 第76話 | 9月8日        | 燃える挑戦状               | 山崎晴哉   | 荒木伸吾 | 崎枕              | 16.8%  |
| 第77話 | 9月15日       | 男の闘い                   | 松岡清治   | 杉野昭夫 | 本田元男          | 15.9%  |
| 第78話 | 9月22日       | 死闘!!カーロス対矢吹丈     | 小林幸     | 杉野昭夫 | 崎枕              | 15.5%  |
| 第79話 | 9月29日       | 燃えろ 遠く輝ける明日よ!!  | 小林幸     | 杉野昭夫 | 崎枕              | 20.6%  |

#### 放送局（第1作）
特記の無い限り全て放送時間は水曜 19:00 - 19:30、同時ネット。
- フジテレビ
- 札幌テレビ[26]
- 青森放送：火曜 18:00 - 18:30[27]
- 秋田テレビ[28]
- 山形テレビ[28]
- 岩手放送：火曜 18:00 - 18:30[29]
- 仙台放送[30]
- 福島中央テレビ：土曜 16:00 - 16:30（1970年10月3日まで）→ 金曜 17:30 - 18:00（1970年10月9日 -1971年4月2日）→ 金曜 16:30 - 17:00（1971年4月9日 - 1971年9月）→ 日曜 7:30 - 8:00（1971年10月 - 11月）[31]
- 新潟総合テレビ：金曜 18:00 - 18:30[32]
- 富山テレビ[33]
- 石川テレビ[33]
- 長野放送[34]
- 山梨放送：木曜 18:00 - 18:30[35]
- テレビ静岡[35]
- 東海テレビ[36]
- 関西テレビ[37]
- 山陰中央テレビ[38]
- 岡山放送[39]
- 広島テレビ[39]
- テレビ愛媛[40]
- 高知放送：月曜 18:00 - 18:30[41]
- テレビ西日本[42]
- サガテレビ[42]
- テレビ長崎[43]
- テレビ熊本[43]
- テレビ大分：日曜 18:00 - 18:30[44]
- テレビ宮崎[45]
- 鹿児島テレビ：月曜 18:15 - 18:45[45]
- 沖縄テレビ[46]

#### 最高視聴率（第1作）
- 29.2%（1970年10月14日放送 第29話「明日への挑戦」）

（ビデオリサーチ調べ・関東地区）

#### ビデオグラム等
全話収録DVDは、2009年12月にコロムビアミュージックエンタテインメントから発売された。
2019年4月23日にトムス・エンタテインメントがYouTubeに開設した「TMSアニメ55周年公式チャンネル」から、『ジョー』の第1・9・46・50話を「ヤツの名は"力石徹"セレクション」名義、『ジョー2』の第1・12・24・39・最終話を「伝説の"ベストバウト"セレクション」名義で、それぞれネット配信している（『2』最終話は2019年7月31日まで）。

#### 4K解像版
2021年3月、フィルムの4KスキャンとHDR技術により高精細化された4Kリマスター版（ED映像は除く）が制作、WOWOWのWOWOWプライムとWOWOW 4Kにて放送され、オンデマンド配信も開始。

### あしたのジョー2
1980年10月13日〜1981年8月31日、毎週月曜日19時〜19時30分、日本テレビ系放映（全47話）。日本テレビ系アニメとして初めて全話ステレオ放送された作品である。

#### 概要
前作の続編だが、下記の再編集劇場版の続きという位置付けのため、ストーリーは力石との対戦後から始まり、カーロス戦までは事実上のリメイクとなっている。ただし、原作やアニメ前作にあった矢吹丈がドサ回りのボクサーになり、そこから這い上がるストーリーは省略されている。また原作にないオリジナルストーリーがふんだんに盛り込まれ、オリジナルキャラクターも多数登場させている。
原作が完結して何年も経過してから整理された制作なので、矛盾点もクリアされており、登場人物の心理表現も丁寧に描かれている。特に終盤のテレビ関東による世界バンタム級1位のレオン・スマイリーとのマッチメイクや、WBA王者カロルド・ゴメスとWBC王者ホセによる王座統一戦のくだりなどは、よりリアルにプロボクシングの世界を描きたいという意図からの追加で、オリジナルの部分からは主に監督である出﨑統が「「あしたのジョー」という作品世界をどのように解釈しているか」がうかがえる。サブタイトルには第4話と第33話を除く残りすべてに「…」が挿入されている。
力石戦のトラウマにより矢吹丈がリング上で嘔吐するシーンを透過光で処理した演出は「光るゲロ」として話題になり、後に（チーフ・ディレクター出﨑自身のセルフパロディも含め）いろいろなアニメ作品でパロディ化された。
ラストシーンについては、1981年8月31日放送の第47話の結末で、燃え尽きたジョーに丹下段平が語りかけても反応が無い状態をセコンド陣が絶句し、その光景を見て何かを悟った関係者観衆（紀子やサチたちドヤ街の人々、ウルフ金串、少年院時代の仲間など）、ゴロマキ権藤は帽子を脱いで哀悼の意を表し、白木葉子は衝撃の余り握りしめていた形見のグローブを落とすという描写がなされている。
最後のエンディングアニメーションでは、ジョーが旅立つような止め絵に差し替えられた。これらを踏まえ、ジョーの死を匂わせる演出と同時に、エンディングは「『過去の回想』か『放浪している』のかが不分明」「旅立っていったのかもしれない」といった解釈を可能にする描写となっている
。

#### 制作
実制作は、本作品のためにマッドハウスから独立した出崎や杉野らによるスタジオあんなぷるが担当した。マッドハウスの丸山は続編の制作には反対であったが、原作サイドは東京ムービー新社での続編制作を決定したため、『ジョー』を他人にやらせたくないと考えていた出崎は独立を選んだという。ほとんどの話数で絵コンテを担当しているさきまくらは出崎の別名義である。
白木葉子役の声優は一般公募された。1,380人の応募者の中から、梶原一騎や出崎統を含む8人の審査員による公開オーディションの結果、田中エミと森脇恵が同点となり、田中が白木葉子役に、森脇が林紀子役に選ばれた。

#### スタッフ（2）
- 原作 - 高森朝雄[51]、ちばてつや[51]
- 企画 - 吉川斌（日本テレビ）、川野泰彦
- 音楽 - 荒木一郎[51]
- 作画監督 - 杉野昭夫[51]
- 美術監督 - 男鹿和雄[51]
- 撮影監督 - 高橋宏固
- 録音監督 - 加藤敏
- 選曲 - 鈴木清司
- 監修 - 梶原一騎、ちばてつや
- 文芸担当 - 飯岡順一
- 制作担当 - 青野史郎
- 演出 - 出﨑統
- プロデューサー - 高橋靖二（日本テレビ）、加藤俊三
- ディレクター - 竹内啓雄、大賀俊二、西久保瑞穂
- 編集 - 鶴渕允寿、高橋和子
- タイトル - 高具秀雄
- 特殊効果 - 橋爪朋二
- 色指定 - 伊藤純子
- デスク - 岩瀬安輝
- 制作進行 - 横溝隆久、福田尚紀、尾崎穏通、斉藤昭一郎、柳内一彦、家野喜世史
- テクニカルアドバイザー - 高山将孝
- 録音 - 東北新社
- 現像 - 東映化学
- 協力 - あんなぷる
- 制作 - 東京ムービー新社[51]

#### 出演（2）
- 矢吹丈 - あおい輝彦
- 丹下段平 - 藤岡重慶
- 力石徹 - 仲村秀生
- 白木葉子 - 田中エミ
- 西寛一 - だるま二郎
- 林紀子 - 森脇恵
- サチ - 白石冬美
- キノコ - 堀絢子
- ゴロマキ権藤 - 渡部猛
- 青山 - 千葉繁
- カーロス・リベラ - 中尾隆聖
- ホセ・メンドーサ - 宮村義人

#### 主題歌（2）
オープニングテーマ
「傷だらけの栄光」（第1話 - 第25話）
作詞・作曲 - 荒木一郎 / 編曲 - 後藤次利 / 歌 - おぼたけし
「MIDNIGHT BLUES」（第26話 - 第47話）
作詞・作曲 - 荒木一郎 / 編曲 - チト河内 / 歌 - 荒木一郎
エンディングテーマ
「果てしなき闇の彼方に」（第1話 - 第25話）
作詞・作曲 - 荒木一郎 / 編曲 - 後藤次利 / 歌 - おぼたけし
「果てしなき闇の彼方に」（第26話 - 第47話）
作詞・作曲 - 荒木一郎 / 編曲 - チト河内 / 歌 - 荒木一郎

#### 各話リスト（2）
| 話数 | 放送日          | サブタイトル                      | 脚本       | コンテ     |
| ---- | --------------- | --------------------------------- | ---------- | ---------- |
| 1    | 1980年 10月13日 | そして、帰ってきた…               | 篠崎好     | さきまくら |
| 2    | 10月20日        | 男一匹花一輪…リングに賭けた       | 篠崎好     | さきまくら |
| 3    | 10月27日        | 地獄からの使者…矢吹丈             | 山崎晴哉   | さきまくら |
| 4    | 11月3日         | その時、十点鐘は鳴った            | 山崎晴哉   | さきまくら |
| 5    | 11月10日        | 幻の…あのテンプルを撃て!          | 篠崎好     | さきまくら |
| 6    | 11月17日        | 吠えろ…かませ犬                   | 篠崎好     | さきまくら |
| 7    | 11月24日        | さまよえる…野獣のように           | 山崎晴哉   | さきまくら |
| 8    | 12月1日         | あいつが…燃える男カーロス         | 山崎晴哉   | さきまくら |
| 9    | 12月8日         | そして…野獣は甦った               | 篠崎好     | さきまくら |
| 10   | 12月15日        | クリスマスイブ…その贈り物は       | 篠崎好     | さきまくら |
| 11   | 12月22日        | 死闘の始まり…カーロスVSジョー     | 山崎晴哉   | さきまくら |
| 12   | 12月29日        | 吹雪の夜…その果しなき戦い         | 山崎晴哉   | さきまくら |
| 13   | 1981年 1月5日   | 丹下ジムは…不滅です               | 篠崎好     | さきまくら |
| 14   | 1月12日         | どこにある…ジョーの青春           | 篠崎好     | さきまくら |
| 15   | 1月19日         | 誰のために…必殺ラッシュ           | 高屋敷英夫 | さきまくら |
| 16   | 1月26日         | 遠い照準か…世界への道             | 篠崎好     | さきまくら |
| 17   | 2月2日          | 姿を見せた…大いなる標的           | 篠崎好     | さきまくら |
| 18   | 2月9日          | あのナックルが…烙印のメッセージ   | 大和屋竺   | さきまくら |
| 19   | 2月16日         | 戦うコンピューター…金竜飛         | 大和屋竺   | さきまくら |
| 20   | 2月23日         | 俺のバンタム…減量への挑戦         | 高屋敷英夫 | さきまくら |
| 21   | 3月2日          | 力石の…唄が聞こえる               | 高屋敷英夫 | さきまくら |
| 22   | 3月9日          | そして…計量の朝                   | 篠崎好     | さきまくら |
| 23   | 3月16日         | 燃える野獣と…氷                   | 篠崎好     | さきまくら |
| 24   | 3月23日         | ゴングが鳴った…悪魔のリング       | 大和屋竺   | さきまくら |
| 25   | 3月30日         | 第6ラウンド…奇跡が起った          | 大和屋竺   | さきまくら |
| 26   | 4月6日          | チャンピオン…そして、敗者の栄光   | 善福次郎   | さきまくら |
| 27   | 4月13日         | ボクシング…その鎮魂歌             | 善福次郎   | さきまくら |
| 28   | 4月20日         | ホセがいる…ハワイへ               | 篠崎好     | さきまくら |
| 29   | 4月27日         | 初防衛なるか…矢吹丈               | 篠崎好     | さきまくら |
| 30   | 5月4日          | 偉大なるチャンピオン…ホセ         | 高屋敷英夫 | さきまくら |
| 31   | 5月11日         | Vサイン…その意味するものは        | 高屋敷英夫 | さきまくら |
| 32   | 5月18日         | さらば…古き愛しきものたち         | 篠崎好     | さきまくら |
| 33   | 5月25日         | アメリカから来た13人目のキング!?  | 篠崎好     | さきまくら |
| 34   | 6月1日          | カードと共に散った…あいつ         | 篠崎好     | さきまくら |
| 35   | 6月8日          | チャンピオンは…ひとり             | 高屋敷英夫 | さきまくら |
| 36   | 6月15日         | 葉子…新たなる企て                 | 高屋敷英夫 | 竹内啓雄   |
| 37   | 6月22日         | 野性児その名は…ハリマオ           | 篠崎好     | さきまくら |
| 38   | 6月29日         | 意外な訪問者…ゴロマキ権藤         | 篠崎好     |            |
| 39   | 7月6日          | ジャングルに…野獣が二匹           | 篠崎好     | さきまくら |
| 40   | 7月13日         | 燃えろジョー…標的が近い           | 高屋敷英夫 | さきまくら |
| 41   | 7月20日         | ホセ来日…闘いの日はせまった!      | 高屋敷英夫 | 竹内啓雄   |
| 42   | 7月27日         | 衝撃…葉子の予感                   | 高屋敷英夫 | さきまくら |
| 43   | 8月3日          | ジョー・段平…二人の日々           | 篠崎好     | さきまくら |
| 44   | 8月10日         | 葉子…その愛                       | 篠崎好     | さきまくら |
| 45   | 8月17日         | ホセ対ジョー…闘いのゴングが鳴った | 高屋敷英夫 | さきまくら |
| 46   | 8月24日         | 凄絶…果てしなき死闘               | 高屋敷英夫 | さきまくら |
| 47   | 8月31日         | 青春はいま…燃えつきた             | 高屋敷英夫 | さきまくら |

#### 放送局（第2作）
※放送日時はテレビ新潟を除き1981年3月中旬 - 4月上旬時点、放送系列は放送当時のものとする。
| 放送地域       | 放送局         | 放送日時                                                                         | 放送系列                      | 備考                                                              |
| -------------- | -------------- | -------------------------------------------------------------------------------- | ----------------------------- | ----------------------------------------------------------------- |
| 関東広域圏     | 日本テレビ     | 月曜 19:00 - 19:30                                                               | 日本テレビ系列                | 制作局                                                            |
| 北海道         | 札幌テレビ     | 月曜 19:00 - 19:30                                                               | 日本テレビ系列                |                                                                   |
| 岩手県         | テレビ岩手     | 月曜 19:00 - 19:30                                                               | 日本テレビ系列                |                                                                   |
| 宮城県         | ミヤギテレビ   | 月曜 19:00 - 19:30                                                               | 日本テレビ系列                |                                                                   |
| 新潟県         | テレビ新潟     | 月曜 19:00 - 19:30                                                               | 日本テレビ系列                | 1981年4月開局から                                                 |
| 長野県         | テレビ信州     | 月曜 19:00 - 19:30                                                               | 日本テレビ系列 テレビ朝日系列 |                                                                   |
| 静岡県         | 静岡第一テレビ | 月曜 19:00 - 19:30                                                               | 日本テレビ系列                |                                                                   |
| 中京広域圏     | 中京テレビ     | 月曜 19:00 - 19:30                                                               | 日本テレビ系列                |                                                                   |
| 近畿広域圏     | 読売テレビ     | 月曜 19:00 - 19:30                                                               | 日本テレビ系列                |                                                                   |
| 広島県         | 広島テレビ     | 月曜 19:00 - 19:30                                                               | 日本テレビ系列                |                                                                   |
| 香川県・岡山県 | 西日本放送     | 月曜 19:00 - 19:30                                                               | 日本テレビ系列                |                                                                   |
| 高知県         | 高知放送       | 月曜 19:00 - 19:30                                                               | 日本テレビ系列                |                                                                   |
| 福岡県         | 福岡放送       | 月曜 19:00 - 19:30                                                               | 日本テレビ系列                |                                                                   |
| 長崎県         | テレビ長崎     | 月曜 19:00 - 19:30                                                               | フジテレビ系列 日本テレビ系列 | [ 注釈 8 ]                                                        |
| 青森県         | 青森放送       | 月曜 17:30 - 18:00 →土曜 6:00 - 6:30                                             | 日本テレビ系列 テレビ朝日系列 | 本来の時間帯はテレビ朝日系列の『それゆけ!レッドビッキーズ』を放送 |
| 山形県         | 山形テレビ     | 水曜 17:30 - 18:00                                                               | フジテレビ系列                |                                                                   |
| 福島県         | 福島中央テレビ | 金曜 18:00 - 18:30                                                               | 日本テレビ系列 テレビ朝日系列 |                                                                   |
| 石川県         | 北陸放送       | 木曜 17:30 - 18:00                                                               | TBS系列                       |                                                                   |
| 福井県         | 福井放送       | 火曜 17:20 - 17:50                                                               | 日本テレビ系列                |                                                                   |
| 山梨県         | 山梨放送       | 木曜 17:00 - 17:30                                                               | 日本テレビ系列                |                                                                   |
| 山口県         | 山口放送       | 水曜 17:15 - 17:45（1981年3月時点） →月曜 - 木曜 16:45 - 17:15（1981年11月時点） | 日本テレビ系列 テレビ朝日系列 |                                                                   |
| 愛媛県         | 南海放送       | 月曜 17:25 - 17:55                                                               | 日本テレビ系列                |                                                                   |
| 宮崎県         | 宮崎放送       | 月曜 17:30 - 18:00                                                               | TBS系列                       |                                                                   |

#### 最高視聴率（2）
- 16.3%（1980年10月13日放送 第1話「そして、帰ってきた…」）

（ビデオリサーチ調べ・関東地区）

### メガロボクス
2018年4月から放送開始したテレビアニメーション作品。『あしたのジョー』の連載開始50周年を記念して製作された。

## 劇場アニメ

### あしたのジョー（1980年）
- 1980年3月8日公開
- 1970年のテレビアニメ第1話から第51話までを再編集し、矢吹丈と力石徹の戦いを主軸とした劇場版。力石や葉子など一部のキャストを変更している（俳優を起用[注釈 9]）。主題歌はもちろんのこと、BGMはテレビシリーズと全く違うものが新たに用意され、映画の公開に合わせてサウンドトラック盤が発売された。

#### スタッフ（1980年）
- 総指揮 - 梶原一騎
- 監修 - ちばてつや
- 製作 - 川野泰彦
- チーフ・ディレクター - 出崎統
- 音楽 - 鈴木邦彦
- 監督 - 福田陽一郎
- 製作 - 三協映画、富士映画、ヘラルドエンタープライズ
- 配給 - 日本ヘラルド

#### 主題歌（1980年）
「美しき狼たち」
作詞 - たかたかし / 作曲 - 鈴木邦彦 / 歌 - おぼたけし
挿入歌
「K・O（ノック・アウト）」
作詞 - 村上龍 / 作曲 - ジョー山中 / 歌 - 清水保男
「グッバイ・ジョー」
作詞 - 梶原一騎 / 作曲 - 平尾昌晃 / 歌 - スザンナ・スー

### あしたのジョー2（1981年）
- 1981年7月4日公開
- 前作映画の続編で、前半はテレビシリーズ『あしたのジョー2』の再編集。終盤は放映中だったテレビシリーズに先行して制作・公開され、のちにテレビシリーズに流用されている[21]。また、声優も一部変更されている。

#### キャスト（1981年）
- 矢吹丈 - あおい輝彦
- 丹下段平 - 藤岡重慶
- 白木葉子 - 檀ふみ
- ホセ･メンドーサ - 岡田真澄
- 力石徹 - 細川俊之
- カーロス･リベラ - ジョー山中
- マンモス西 - 岸部シロー

#### スタッフ（1981年）
- 製作総指揮 - 梶原一騎
- 監修 - ちばてつや
- 製作 - 川野泰彦
- 音楽監督 - 荒木一郎
- 作画監督 - 杉野昭夫
- 脚本・監督 - 出崎統
- 製作 - 三協映画、ヘラルドエンタープライズ、富士映画、ちば企画
- 製作協力 - 東京ムービー新社
- 配給 - 日本ヘラルド

#### 主題歌（1981年）
「あしたのジョー2のテーマ〜明日への叫び〜」
作詞・作曲・歌 - ジョー山中
「青春の終章（ピリオド）〜JOE…FOREVER〜」（挿入歌）
作詞・作曲・歌 - ジョー山中

## 実写映画

### 1970年映画版
『あしたのジョー』は、1970年7月22日公開に公開された日本映画。同年6月に公演された新国劇による舞台『あしたのジョー』の映画化作品である。舞台版の主演であった石橋正次が同じくジョーを演じている。ジョーが丹下と出会い、力石との対決でリング禍に直面し、パンチが打てなくなって姿を消すまでが描かれる。

#### 出演（1970年）
- 矢吹丈 - 石橋正次
- 力石徹 - 亀石征一郎

- 若山（白木ジムのトレーナー） - 中山昭二
- 青山 - 小松政夫
- ウルフ金串 - スピーディ早瀬
- 白木葉子 - 高樹蓉子（新人）

- 西寛一＝マンモス西 - 山本正明
- 不良少年 - 市村博、浜口竜哉、木下陽夫、杉山元

- 刑事 - 東大二朗
- 看守 - 島田太郎、亀井三郎
- 特別少年院所長 - 片山滉
- 記者 - 大谷淳、青木富夫

- 鑑別所の精神科医 - 長弘
- 黒姫会組員 - 小島克巳
- 不良少年のリーダー - 田畑善彦
- 不良少年 - 北上忠行
- 飯場のおばさん - 若原初子
- 作業員 - 平塚仁郎

- その他 - 高瀬敏光、細川智、小沼和延、加藤正之、伊藤正博、芹川洋、亀田秀樹、ピーターみのわ、半藤浩一
- 少女 - 軽部香織
- サチ - 溝呂木寿々江
- ドヤ街の住人 - 石渡雄幸

- 実況アナウンサー - 太刀川寛
- 留置場の警官 - 伊吹聰太朗
- 黒姫会兄貴分 - 杉山俊夫
- ノンクレジット
  - リングアナウンサー - 衣笠真寿雄

- 白木幹之介 - 見明凡太朗
- 大高（アジア拳ジム会長） - 武藤英司
- 丹下段平 - 辰巳柳太郎

#### スタッフ（1970年）
- 監督 - 長谷部安春
- 製作 - 望月利雄、守田康司
- 企画 - 高木豊、桧明哉、時枝国文
- 原作 - 高森朝雄、ちばてつや（講談社・少年マガジン連載）
- 脚本 - 馬場当

- 撮影 - 上田宗男
- 照明 - 森年男
- 美術 - 佐谷晃能
- 録音 - 片桐登司美
- 助監督：白井伸明
- 編集 - 鈴木晄
- 記録 - 大和屋叡子
- スチル - 浮石晴（ノンクレジット）[66]
- 音楽 - 渡辺岳夫
- 主題歌 - 石橋正次「あしたの俺は」（作詞：白鳥朝詠 作曲：和田香苗 コロムビアレコード）
- 技斗 - 渡井嘉久雄（ノンクレジット）

### 2011年映画版
2011年2月11日より東宝系で公開の実写映画。昭和40年代を舞台に原作の少年院での丈と力石との出会いから宿命の対決までが描かれる。出演はアイドルグループ『NEWS』（当時）の山下智久。山下は役作りのため、プロボクサー並みのトレーニングを行い、約10キロの減量と体脂肪率を10%近く落とすなど、過酷なスケジュールの下で撮影に臨んだ。力石役の伊勢谷友介も実生活での減量を実施、水を求めるシーンでは数日前からほとんど飲まず食わずで撮影に臨んでいる。
2011年2月5日以降にTBS系列で映画公開記念特別番組『ジョーのあしたはどっちだ!?映画公開記念徹底解剖スペシャル』が放送。また、公開に先立ち、各地域を代表するアスリートが「応援団支部長」に就任し、特別番組やイベントにも登場した。就任したアスリートは、ボクシング界より井岡一翔（公開当日にWBC世界ミニマム級王座獲得）、長谷川穂積（大阪：当時WBC世界フェザー級王者）、黒木優子（福岡：後のWBC女子世界ミニフライ級王者）、ボクシング以外から福島千里（札幌：陸上短距離選手）、楢﨑正剛（名古屋：プロサッカー選手）の計5名。
キャッチコピーは、「日本中が熱狂した、魂の傑作漫画完全映画化」。『この時代の若者に，ジョーはいるか?』
全国277スクリーンで公開され、2011年2月12,13日土日2日間で興収は1億9,449万4,250円、動員は15万6,877人（初日からの3日間では興収は3億232万1,700円、動員は24万3,955人）になり映画観客動員ランキング（興行通信社調べ）で初登場第3位となった。また、ぴあ初日満足度ランキング（ぴあ映画生活調べ）では第2位と幅広い世代に高評価されている。3月には台湾でも公開され、各国での配給が決定されている。
2011年8月19日発売のDVD『あしたのジョー プレミアム・エディション』が初週1万1,000本売り上げ、8月29日付オリコン週間DVDランキングで首位となった。またBlu-rayも初週7,000本を売り上げBlu-rayランキング総合2位となっている。
2014年12月28日にはTBS系列の21:00 - 23:08（JST）で放送された（文字多重放送）。

#### 出演（2011年）
- 矢吹丈 - 山下智久
- 力石徹 - 伊勢谷友介
- 白木葉子 - 香里奈
- 丹下段平 - 香川照之
- 西 寛一（マンモス西） - 勝矢
- ウルフ金串 - 虎牙光揮
- サチ - 畠山彩奈
- 食堂の親父 - モロ師岡
- 食堂の女将 - 西田尚美
- 安藤洋司 - 杉本哲太
- 花村マリ - 倍賞美津子
- 白木幹之介 - 津川雅彦

出演その他
加藤浩次（極楽とんぼ）、中村靖日、平賀雅臣、阿部亮平、高橋努、中野裕斗、小柳心、蓮ハルク、飯田覚士、浜田剛史、正名僕蔵、滝藤賢一、原金太郎、杜澤たいぶん、松澤仁晶、樋口浩二、おぐらとしひろ、河田直也、塩見啓一、櫻井浩二、チャーリー太田、スミマサノリ　ほか

#### スタッフ（2011年）
- 監督 - 曽利文彦
- エグゼクティブプロデューサー - 濱名一哉
- アソシエイトプロデューサー - 大原真人、渡辺敬介、葭原弓子
- 企画・プロデュース - 伊與田英徳
- 原作 - 高森朝雄、ちばてつや
- 脚本 - 篠崎絵里子
- 撮影 - 橋本桂二
- 美術 - 佐々木尚
- 音楽 - 高橋哲也 、北里玲二
- VFX - 松野忠雄
- サウンドデザイン - 笠松広司
- 照明 - 石田健司
- 製作担当 - 坪内一、竹岡実
- 録音 - 中村淳
- 編集 - 洲﨑千恵子
- 助監督 - 副島宏司
- ボクシング監修&指導 - 梅津正彦
- 特殊メイク - 松井祐一
- スタントコーディネイト - 辻井啓伺、出口正義、舟山弘一
- 監修協力 - 高森篤子、真樹日佐夫
- 協力 - 日本ボクシングコミッション、東日本ボクシング協会　ほか
- 製作協力プロダクション - セディックドゥ
- 制作プロダクション - OXYBOT
- 製作 - 「あしたのジョー」製作委員会（TBSテレビ、ジェイ・ストーム、東宝、電通、講談社、毎日放送、中部日本放送、OXYBOT、RKB毎日放送、TBSラジオ&コミュニケーションズ、北海道放送）
- 配給 - 東宝

#### 主題歌（2011年）
「Show Me Love (Not A Dream)」
歌 - 宇多田ヒカル（EMIミュージック・ジャパン）
「あしたのジョー」（挿入歌）

#### ソフト化（2011年）
2011年8月19日発売。発売元はTBSテレビ / 講談社、販売元は東宝。
- あしたのジョー スタンダード・エディション（1枚組、ブルーレイとDVDでリリース）
  - 映像特典
    - 特報・劇場予告編・TVスポット集

  - 音声特典
    - オーディオコメンタリー（山下智久×伊勢谷友介×香川照之×プロデューサー：伊與田英徳）
- あしたのジョー プレミアム・エディション（2枚組、ブルーレイとDVDでリリース）
  - ディスク1：本編ディスク（スタンダード・エディションと同様）
  - ディスク2：特典DVD
    - メイキング
    - 山下・伊勢谷・香川による映画公開記念座談会
    - イベント集
    - トップアスリートVS「あしたのジョー」
    - インタビュー集
    - 原作者インタビュー
    - クランクアップ集
    - エンドタイトルバック・ノークレジット
    - 「あしたのジョー」VFXの世界

  - 初回限定特典
    - オリジナルポストカード（5枚組）
    - 「あしたのジョー」特製ミニサンドバッグ風ボクシンググローブ

  - 特製アウターケース付き

## 舞台

### 初演
- 1970年6月3日〜26日、東横ホール上演

#### 出演（舞台・初演）
- 矢吹丈 - 石橋正次
- 丹下段平 - 郡司良
- 力石徹 - 亀石征一郎

### 劇団め組公演
2016年5月25日から29日まで、劇団め組として、すみだパークスタジオ倉にて上演。脚本は合馬百香、演出は与儀英一が担当。

#### キャスト（舞台・め組）
- 矢吹丈 - 新宮乙矢[69]
- 力石徹 - 藤原習作[69]
- 丹下段平 - 渡辺城太郎[69]
- 白木葉子 - 相沢まき[69]

## ラジオ

### ラジオ劇画傑作シリーズ あしたのジョー
- 1977年10月3日 - 10月28日（全20回）TBSラジオ

#### 声
- 矢吹丈 - 安原義人
- 力石徹 - 清水紘治
- 丹下段平 - 斉藤晴彦

### “矢吹丈 対 力石徹”完全実況中継
『あしたのジョー40周年記念番組 “矢吹丈 対 力石徹”完全実況中継』
2010年1月17日19:00 - 20:00 TBSラジオ
矢吹丈vs力石徹戦を、第1ラウンドから最終第8ラウンド2分47秒まで実際のボクシングの試合のように架空中継するプログラム。マンガやアニメには描かれていない時間帯も含め再構成しており、監修はちばてつやと梶原一騎の妻である高森篤子が務めている。
- 実況 - 土井敏之
- 解説 - 薬師寺保栄
- 丹下段平 - 佐橋大輔（ガンリキ）

## 展示会
本作を特集した展示会として、以下のものがある。
- 「あしたのジョー、の時代展」 - 練馬区立美術館（2014年7月20日 - 9月21日）[71][72]。

展示は100点以上の原画をもとに構成し、当時のレコードやアニメなど関連資料を絡めて、ジョーが生きた時代背景を考察した。また、寺山修司、土方巽、秋山祐徳太子など本作品とゆかりのある芸術家らの軌跡とジョーの世界観の広がりを紹介した。
- 「連載開始50周年記念 あしたのジョー展」 - 東京ソラマチ（2018年4月28日 - 5月6日）[73]
- 「あしたのために あしたのジョー!展」 - 世田谷文学館（2021年1月16日 - 3月31日）[74]

## 関連番組
| 放送日          | 放送局                       | 番組名                                      | サブタイトル                                                            | 出演者                                                                                             |
| --------------- | ---------------------------- | ------------------------------------------- | ----------------------------------------------------------------------- | -------------------------------------------------------------------------------------------------- |
| 1997年 4月25日  | 朝日放送                     | 驚きももの木20世紀                          | 「あしたのジョー」伝説                                                  | 三宅裕司 麻木久仁子 尾藤イサオ 永作博美                                                            |
| 1999年 4月3日   | TBS                          | ブロードキャスター                          | 週刊少年マガジン40周年                                                  | 福留功男 三雲孝江 ジョージ・フィールズ 山瀬まみほか                                                |
| 1999年 7月11日  | 日本テレビ                   | 知ってるつもり?!                            | 梶原一騎                                                                | 関口宏 水野真紀 タケカワユキヒデ 城戸真亜子 香山リカ 佐山サトル 斎藤貴男                           |
| 2000年 10月8日  | フジテレビTWO ドラマ・アニメ |                                             | あしたのジョーを丹下段平よりも詳しくなるスペシャル                      | 出崎統 ちばてつや                                                                                  |
| 2001年 8月6日   | NHK BS2                      | BSマンガ夜話                                | あしたのジョー                                                          | 大月隆寛 笹峰愛 夏目房之介 いしかわじゅん 岡田斗司夫 美保純 夢枕獏                                 |
| 2004年 9月8日   | NHK BS2                      | BSアニメ夜話                                | あしたのジョー                                                          | 岡田斗司夫 乾貴美子 大槻ケンヂ 北久保弘之 山田五郎 唐沢俊一                                        |
| 2007年 3月24日  | NHK教育                      | ETV特集                                     | あしたのジョーの、 あの時代                                             | 夏目房之介 猪瀬直樹 残間里江子 ちばてつや 宮崎学 夢枕獏 立花隆 高森篤子 宮原照夫                   |
| 2007年 3月27日  | NHK BS2                      | BSアニメ夜話 とことん!あしたのジョー        | オープニングスペシャル 開始のゴングを打ち鳴らせ！                       | 里匠 中川翔子 光浦靖子 スマイリーキクチ 片岡鶴太郎                                                 |
| 2007年 3月28日  | NHK BS2                      | BSアニメ夜話 とことん!あしたのジョー        | 証言ドキュメントアニメ「あしたのジョー」ができるまで                    | 塚本晋也                                                                                           |
| 2007年 3月29日  | NHK BS2                      | BSアニメ夜話 とことん!あしたのジョー        | 37年目のスペシャル対談監督・出崎統VS 漫画家・ちばてつや                 | 出崎統 ちばてつや                                                                                  |
| 2007年 3月30日  | NHK BS2                      | BSアニメ夜話 とことん!あしたのジョー        | BSアニメ夜話                                                            | 里匠 中川翔子 岡田斗司夫 氷川竜介 国生さゆり 島本和彦 香山リカ 金山明博                            |
| 2007年 3月31日  | NHK BS2                      | BSアニメ夜話 とことん!あしたのジョー        | エンディングスペシャル みんなジョーになりたかった                       | 里匠 中川翔子 松村邦洋 ブラザートム 井上伸一郎 あおい輝彦 檀ふみ 野口征恒                          |
| 2008年 3月3日   | 日本テレビ                   | 人生が変わる 1分間の深イイ話                | あしたのジョーから学ぶ青春時代の深イイ生き方とは？                      | 島田紳助                                                                                           |
| 2008年 3月25日  | テレビ朝日                   | 報道ステーション                            | 「団塊世代に贈る（11）～ 『あしたのジョー』の時代」                     | 古舘伊知郎                                                                                         |
| 2008年 6月16日  | 日本テレビ                   | 人生が変わる 1分間の深イイ話                | ちばてつや氏が ラストカットに込めた思いとは？                           | 島田紳助                                                                                           |
| 2009年 5月5日   | NHK総合                      | ザ・ライバル「少年サンデー・マガジン物語」  |                                                                         | 伊藤淳史 成宮寛貴                                                                                  |
| 2014年 4月12日  | フジテレビONE                | 漫道コバヤシ                                | ちばてつや全仕事 永久保存版スペシャル                                   | ケンドーコバヤシ ちばてつや                                                                        |
| 2014年 7月17日  | テレ朝 チャンネル2           | 津田大介 日本にプラス                       | “マンガの巨人”シリーズ1『あしたのジョーとその時代』～ちばてつや氏に聞く | 津田大介 下平さやか ちばてつや                                                                     |
| 2014年 10月22日 | BS朝日                       | 昭和偉人伝                                  | 梶原一騎                                                                | 國村隼 高森篤子 川崎のぼる ちばてつや 原田久仁信 佐山サトル                                        |
| 2015年 1月15日  | TBS                          | ゴロウ・デラックス                          | 伝説の漫画家シリーズ第3弾!! ちばてつや編                                | 稲垣吾郎 外山惠理 山田親太朗 ちばてつや                                                            |
| 2015年 12月20日 | NHK BS1                      | ぼくらはマンガで 強くなった〜SPORTS×MANGA〜 | 拳に込めた“あしたへの一歩”                                              | 村田諒太 具志堅用高 内山高志 井上尚弥 大橋秀行 ちばてつや 森川ジョージ                             |
| 2017年 10月21日 | BS朝日                       | 熱中世代 大人のランキング                   | 漫画家 ちばてつやさん                                                   | 鴻上尚史 進藤晶子 角澤照治 ちばてつや                                                              |
| 2018年 4月30日  | フジテレビ                   | 石橋貴明のたいむとんねる                    | 勝手に語りつぎたい あしたのジョーの細かいとこ                           | 石橋貴明 千原ジュニア ミッツ・マングローブ                                                         |
| 2018年 5月27日  | NHK                          | 小さな旅                                    | わたしの東京物語“あしたの”下町〜漫画家 ちばてつや〜                     | ちばてつや 語り：山田敦子                                                                          |
| 2018年 12月15日 | NHK BS プレミアム            | ダークヒーローの美学                        | あしたのジョー 力石徹                                                   | ちばてつや 島本和彦 丸山正雄 大橋秀行 井上尚弥 八重樫東 清水聡 塩田久嗣 簑下成子 山崎照朝 古田新太 |
| 2018年 12月22日 | NHK BS プレミアム            | たけしの“これがホントのニッポン芸能史”      | スポ根                                                                  | ビートたけし 所ジョージ 久保田祐佳 中畑清 ミッツ・マングローブ スピードワゴン                      |
| 2019年 1月12日  | BS朝日                       | ザ・ドキュメンタリー                        | 昭和の劇画王 梶原一騎                                                   | ちばてつや 川崎のぼる 高森日佐志 佐山サトル 新間寿 原田久仁信 長谷川穂積                           |
| 2019年 3月4日   | 日本テレビ                   | 成功の遺伝史                                | 三浦知良の遺伝史は誰？                                                  | ビートたけし 上田晋也 三浦知良                                                                     |
| 2019年 8月5日   | NHK                          | ごごナマ                                    | ちばてつや                                                              | 船越英一郎 美保純 阿部渉 中岡創一 ちばてつや                                                       |
| 2020年 10月1日  | NHK Eテレ                    | 浦沢直樹の漫勉neo                           | ちばてつや                                                              | 浦沢直樹 ちばてつや 語り：葵わかな                                                                 |
| 2022年 1月25日  | NHK BS プレミアム NHK BS4K   | アナザーストーリーズ 運命の分岐点           | 「あしたのジョー 時代と生きたヒーロー」                                 | ナビゲーター： 松嶋菜々子 ナレーション：濱田岳                                                     |
| 2023年 4月1日   | TBS                          | 報道特集                                    | 消えゆく満州引揚者の足跡 ちばてつや氏と引き揚げの記憶                   | ちばてつや                                                                                         |
| 2024年 5月16日  | BS12 トゥエルビ              | 船越英一郎の 昭和再生ファクトリー           | 歌手・尾藤イサオ登場。 昭和の名作漫画『あしたのジョー』の世界観を再生   | 船越英一郎 阪田マリン 尾藤イサオ ちばてつや なぎら健壱                                             |

また、「トリビアの泉」2006年9月27日放送分（最終回）では、矢吹丈がレギュラー最後の影ナレを務めた。

## ビデオゲーム
- あしたのジョー（1989年 タイトー／WAVE AC作品）
- あしたのジョー伝説（1991年 SNK／WAVE ネオジオ作品）
- あしたのジョー（1992年 ケイ・アミューズメントリース SFC作品）
- ボクシングマニア あしたのジョー（2001年 コナミ AC作品）
- ジ・アニメ スーパーリミックス あしたのジョー2（2002年　カプコン　PS2作品）
- あしたのジョー 〜まっ白に燃え尽きろ!〜（2003年 コナミ PS2作品）
- あしたのジョー 〜まっ赤に燃え上がれ〜（2003年 コナミ GBA作品）

タイトーの『あしたのジョー』、SNKの『あしたのジョー伝説』は、ともにWAVE社の開発した作品である。両方ともホセ・メンドーサを倒すとエンディングを迎えるが、タイトー版は白木葉子との結婚式、SNK版は夕陽をバックにしたジョーのランニングシーンという、原作とは異なる結末となっている。

## モバイルゲーム
- あしたのジョー 拳闘伝説（2002年 ナツメ 講談社）[75]
- あしたのジョー White Ashes（2002年 ナツメ 講談社）[75]
- あしたのジョー（2011年 ニジボックス Mobage）[76]

## PCゲーム
PCソフト
- あしたのジョー（1983年CSK/フィルコム PC-8801以降作品)
- あしたのジョー闘打 〜タイピング泪橋〜（2000年 SSI tristar Windows作品）

ブラウザゲーム
- あしたのジョー～あしたのために～（2012年 ニジボックス Yahoo!モバゲー）[77]
- あしたのジョー～あしたのために～（2013年 ニジボックス mixi）[78]

同じくPC用のブラウザゲーム『はじめの一歩 THE FIGHTING』とのコラボキャンペーンを行い（2013年11月18日 - 12月5日）、双方の登場人物がイベントボスとして登場した。

## パチンコ・パチスロ
パチンコ
- CRあしたのジョー（2001年、奥村遊機）
- CRびっくりぱちんこあしたのジョー（2010年、京楽産業.）
- ぱちんこCRあしたのジョー（2015年、サミー）

パチスロ
- パチスロあしたのジョー（2010年、サミー）
- パチスロあしたのジョー2（2013年、タイヨーエレック）

## CM・イメージキャラクター
- 三菱電機（1980年）
アニメのジョーが具志堅用高と対決という形で登場する。制作に際しては、実際に試合に近い形のスパーリングを撮影し、その映像にジョーのアニメを被せる形が採られていたが、具志堅の対戦相手を務めたのは、当時よくスパーリングパートナーを務めていた渡嘉敷勝男である。
- 日本生命保険 ライフセイバープラン（1994年）
余命6か月と判断された時点で被保険者が死亡保険金を受け取れる商品が対象で、ジョー・段平・力石のバージョンがあった[80]。ジョーのバージョンでは「タオルは投げるな、最後まで完全燃焼したい」というメッセージが添えられ、日本生命によるとこのコマーシャルは「業界筋の高い評価を得、広告としても上々の成果を上げた」という[80]。しかし、嫌悪感や反発を示した者もあり、当時毎日新聞1994年6月24日夕刊文化欄に掲載された匿名コラムでは「安定を求めず破滅を恐れなかったジョーには自分たちの人生にはない潔さがあった。その名作に敬意も払わず、イメージと知名度だけを利用するようなCMにはあざとい商魂がにおうというと言い過ぎだろうか（要約）」という意見が記された[80]。
- 日清食品 ジェットラ王焼きそば（2002年）[81]
- 田辺製薬 アスパラ（2005年）
- サッポロ飲料 梅クエン酸2000（2007年）
- 東洋水産 マルちゃんクロスカウンター焼そば 醤油トンコツ味（2010年2月8日発売）
- キリンビバレッジ　キリンMetsコーラ（2012年4月24日）[82]
このCMで丹下段平役を担当したのはガンリキの佐橋大輔である。佐橋は以前に『とんねるずのみなさんのおかげでした』の細かすぎて伝わらないモノマネ選手権で「現在ではあり得ない表現のため、ピー音を入れている段平のセリフ」のモノマネを披露していた。
- ダイハツ工業 タントカスタム（2013年）[83]
- ブラザー工業 インクジェットプリンタ「PRIVIO」（2013年）[84]「あしたの常（ジョー）識」編 （10月～）「あしたの年賀ジョー」編（11月～）ちなみに、丹下役は山崎弘也。
- としまえん 最終営業日を翌日に控えた2020年8月30日に、ラストシーンのコマを引用して「Thanks」という言葉を追加した広告を朝日新聞（東京本社版）に掲載した[85]。

また、2001年に放映されたサントリーBOSSのCMは、駅のベンチで本作を読んでいるサラリーマン（演：津田寛治）の両脇に座った細川俊之（劇場アニメ版の力石徹役）とあおい輝彦が力石とジョーのセリフを勝手にアフレコを始めるというものだった。

## 記念物
2015年4月4日、大泉学園駅北口に直結する歩行者道路「大泉アニメゲート」に練馬区にゆかりのある漫画作品のブロンズ像を設置。ちば作品からはあしたのジョーが選ばれ、リングコスチュームを身につけた矢吹丈のブロンズ像が展示されている。

## 影響
ボクシング観戦好きで、自身も1年間ほどジムに通った経験のあった作家・三島由紀夫は『あしたのジョー』を愛読していたという。逸話として、夏のある日の深夜、講談社のマガジン編集部に三島が突然現れ、今日発売されたばかりのマガジンを売ってもらいたいと頼んだ。理由を聞くと、三島は「『あしたのジョー』を読むために、毎週水曜日に（マガジン本誌を）買っている」ほどであったが、その日に限って映画の撮影（『黒蜥蜴』）で、帰りが夜中になり買うところもなくなった（当時は、コンビニや夜間まで営業している大型書店などはなかったため、夜になり書店や駅売店が閉まると、もう翌日まで雑誌を入手することはできなかった）ため、編集部で売ってもらおうとやって来たという。財布を出した三島に対して、編集部ではお金のやりとりができないから1冊どうぞと差し出すと、嬉しそうに持ち帰ったという。
元プロボクシング世界王者・辰吉丈一郎の名前は、元ボクサーの父が、矢吹丈にちなんで命名したものである。奇しくも辰吉もまたジョーと同じくバンタム級を代表する選手であった。
2021年現在ライトフライ級現役選手である矢吹正道のリングネームは、矢吹丈に由来する。

### 漫画作品での言及・パロディ等
一世を風靡した漫画のため、後代の漫画家による作品内での言及やパロディは多く存在する。特にジョーが燃え尽きて真っ白に描写されているシーンは、令和になった現在のアニメや漫画でも多く見られる。

## 日本国外での受容
テレビアニメ版『あしたのジョー』『あしたのジョー2』は、韓国でも放映された。その際、ジョーを初めとする日本人の登場人物は皆韓国人という設定になり、原作で韓国人だった金竜飛や玄曹達はベトナム人に、金竜飛の朝鮮戦争に関するエピソードはベトナム戦争下のものに変えられていた。またちばてつやが韓国の漫画フォーラムに出向いた際に入手した漫画海賊版における金竜飛は日本人という設定だったとのこと。

## 評論・研究本
- 『巨人の星』に関する評論では『あしたのジョー』が比較として出されることが多く、『巨人の星』の文庫版のあとがきでも、『あしたのジョー』に触れた評論が多い。文庫にあとがきを寄せた1人は、これを『少年マガジン』連載中にリアルタイムでこの2作を読んだ世代の「悪い癖」と見なしており、あとで原作者が同一人物だと知ったショックによるものだと評論している。
- 豊福きこうが『水原勇気0勝3敗11S』（1992年、情報センター出版局 ISBN 4-7958-0673-X）で矢吹丈の対戦試合、勝敗数、パンチ数などを分析。路上での殴りあいも含めた矢吹の全対戦リストも掲載。矢吹丈が長期戦や判定になると勝てないことをデータから分析。また、『タイガーマスク』の伊達直人との比較論、矢吹丈が鑑別所の心理テストで答えた「両親＝植木等、無責任」、「植木等に憧れる」という矢吹丈のことばと、それでも「両親を責める気持は希薄」である点に着目。さらに、映画の植木等が本当は悪い意味での無責任でないことなどから、そこから考察する矢吹丈の「力石死後の戦い」の意味についての論説もある。
- 「あしたのジョー」心理学概論—“矢吹丈”その心の病（サーフライダー21著、中公文庫 ISBN 4-12-202203-7）。気鋭の若手心理学者、精神科医、弁護士、教育学者らが知の技法を縦横に適用、「真っ白に燃え尽きた」ボクサー・矢吹丈の人間的内面に迫る。
- 柳田理科雄が『空想科学読本』シリーズで「矢吹丈の長い前髪」やホセ・メンドーサの「一瞬の白髪」を検証。『漫画読本』シリーズでクロスカウンターの「2倍、4倍…」の理論を検証し、また、ハリマオの空中でスピンする技を科学的に解説している。
- 上記『水原…』と同様、河崎実も『「巨人の星」の謎』（1993年、JICC出版局＝現・宝島社 ISBN 4-7966-0678-5）で矢吹丈の「俺は植木等のファンでね」のセリフを引用し、『巨人の星』と『あしたのジョー』の根底に植木等の行動力、敢闘精神があったと分析。また、アニメの『巨人の星』にも「泪橋」が登場することを紹介。「マンモス西と紀子の結婚」などから梶原作品における、ある法則を導き出している。

| タイトル                                                       | 著者        | 出版社         | 出版年       |
| -------------------------------------------------------------- | ----------- | -------------- | ------------ |
| ロマンアルバム あしたのジョー                                  |             | 徳間書店       | 1978・10・30 |
| あしたのジョー 少年マガジン特別☆別冊イラスト集                 |             | 講談社         | 1980・3・20  |
| 映画版 あしたのジョー大百科                                    |             | 勁文社         | 1980・3・25  |
| あしたのジョー カラー・ハイライト・シーン・スペシャル          |             | 近代映画社     | 1980・3・25  |
| TV版1～25話 あしたのジョー 2 少年マガジン特別別冊              |             | 講談社         | 1981・6・15  |
| ジ・アニメ8月号増刊 劇場版・あしたのジョー2                    |             | 近代映画社     | 1981・7・25  |
| 映画版 あしたのジョー2大百科                                   |             | 勁文社         | 1981・9・10  |
| TV版26～47話 あしたのジョー 2 少年マガジン特別別冊 [完結編]    |             | 講談社         | 1981・10・25 |
| あしたのジョーは死んだのか                                     | 朝稲日出夫  | 筑波書房       | 1988         |
| あしたのジョー論                                               | 吉田和明    | 風塵社         | 1992・11・14 |
| 「あしたのジョー」心理学概論―"矢吹丈"-その心の病               |             | ユニオンプレス | 1993・7・8   |
| あしたのジョーの大秘密―矢吹丈とその時代                        | 高取英      | 松文館         | 1993・12・25 |
| 超速最深『あしたのジョー』がわかる本―名作漫画検定シリーズ〈1〉 | 杉森昌武    | ベストセラーズ | 2001         |
| 伝説復活 あしたのジョー 人生を完全燃焼させる!                  |             | 講談社         | 2001・9・6   |
| あしたのジョー大百科 映画版                                    |             | 勁文社         | 2002・4・30  |
| 僕たちの好きなあしたのジョー                                   |             | 宝島社         | 2003         |
| あしたのジョーの方程式                                         | 島本和彦    | 太田出版       | 2006・9・16  |
| 「あしたのジョー」を創った男 梶原一騎（高森朝雄）回想記        | 高森篤子    | 非売品         | 2009・9・25  |
| ちばてつやとジョーの 闘いと青春の 1954日                       | 豊福きこう  | 講談社         | 2010・1・7   |
| あしたのジョー コンプリートブック                              | 1週間編集部 | 講談社         | 2010・2・10  |
| あしたのジョー大解剖 【限定特装版】                            |             | 三栄書房       | 2013・10・31 |
| あしたのジョー大解剖（SAN-EI MOOK）                            |             | 三栄書房       | 2013・10・31 |
| 「あしたのジョー、の時代」                                     |             | 求龍堂         | 2014・7・26  |
| 『あしたのジョー』とその時代                                   | 森彰英      | 北辰堂出版     | 2016・10・1  |
| あしたのジョーCOMPLETE DVD BOOK vol.1~13                       | 野口征恒    | ぴあ           | 2018・3・30  |

## あしたのジョーに関連した楽曲
- 「あしたのジョー」が題名および歌詞に出てくる楽曲
  - 『“あしたのジョー”以降』（野口五郎）
  - 『あしたのジョーなんかきらいだ』（三上寛）
  - 『夢は夜ひらく』（三上寛）
  - 『明日のジョーは帰らない』（大塚博堂）
- 「あしたのジョー」主題歌をサンプリングしている楽曲
  - 『打つべし〜明日のために〜』（UZI）
  - 『明日のジョー』（電気グルーヴ）
- その他
  - 『パンチドランカー』（THE YELLOW MONKEY）
  - 『明日の☆SHOW』（福山雅治）
  - 『立つんだジョー』（レミオロメン）
  - 『あしたのショー』（ゴールデンボンバー）
  - 『あしたのジョーネツ』（秋本祐希）